# Stanisław von Kowalski
Stanisław Ritter von Kowalski (ur. 4 listopada 1837 w Birczy, zm. 30 września 1908 tamże) – polski wojskowy, generał armii austro-węgierskiej.

## Życiorys
Był synem właściciela ziemskiego Adama Anzelma Wojciecha Kowalskiego z Birczy. Wiosną 1855 ukończył gimnazjum w Przemyślu i 24 maja tego roku rozpoczął służbę wojskową w 12 pułku ułanów, ucząc się w pułkowej szkole kadetów. W 1857 został nominowany do stopnia porucznika II klasy, w 1859, po kampanii włoskiej, awansował na porucznika I klasy i nadporucznika.
Po kampanii przeszedł też do nowo powstałego 13 pułku ułanów. W latach 1861–1862 uczył się w brygadowej szkole oficerskiej na terenie Dolnej Austrii, Karyntii oraz w Udine i Weronie.
W 1866 uczestniczył w kampanii włoskiej "wojny siedmiotygodniowej", w tym jako dowódca szwadronu w bitwie pod Custozzą. W tym samym roku awansował na rotmistrza II i I klasy. Po wojnie przeszedł do 7 pułku ułanów. Służył w Preszburgu, Wiedniu i Brzeżanach. W 1876 był nauczycielem jazdy konnej w brygadowej szkole oficerskiej, a 1877 ukończył centralny kurs dla oficerów kawalerii, awansował na stopień majora, i otrzymał dowodzenie dywizjonem 7 pułku ułanów.
W 1881 został awansowany na stopień podpułkownika i został przeniesiony do 6 pułku ułanów w Neuhäusel na Słowacji. W tym czasie był kilkakrotnie odkomenderowywany do pracy w 3 Komisji Asenterunku Koni. 
1 maja 1885 został awansowany na stopień pułkownika i na kilka miesięcy objął dowództwo 6 pułku ułanów, następnie został kierownikiem 3 Komisji Asenterunku Koni we Lwowie. W 1887 przeszedł do 12 pułku huzarów w Koszycach i w 1889 objął jego dowództwo. Jednostką tą dowodził do 17 maja 1891, kiedy przeszedł w stan spoczynku i otrzymał godność tytularnego generała-majora. Godność tę z nieznanych przyczyn złożył w 1894.
Był kawalerem, zmarł bezpotomnie, został pochowany w rodzinnej krypcie na Starym Cmentarzu w Birczy.

## Literatura
- Jan Rydel, W służbie cesarza i króla, Kraków 2001, ISBN 83-7188-235-1